# 伊達家旧蔵無年号本古今和歌集
伊達家旧蔵無年号本古今和歌集（だてけきゅうぞうむねんごうぼんこきんわかしゅう）は、藤原定家が書写した『古今和歌集』の一本。仙台藩主伊達家に伝来したことからこの名がある。伊達本、伊達家旧蔵本とも。「古今和歌集 藤原定家筆」の名称で重要文化財に指定され、現在は岐阜県本巣市にある安藤積産が所蔵する。以下本文では伊達本と略す。

## 概要
藤原定家は、確認出来るだけでも古今集を17回書写しているが、自筆本が現存するのは「冷泉家時雨亭文庫蔵嘉禄二年四月九日書写本」とこの伊達本のみである。
綴葉装四半本、1冊、縦22.7cm（7寸5分）、横14.8cm（4寸9分）ほど。表紙は霊鳥に唐草を配した古代刺繍を使用している。料紙は鳥の子の素紙で、8折75枚（150丁）完存。外側の各1丁を表紙裏とし、墨付きは第2丁裏から第148丁表まで。第149丁は遊紙。
仮名序に始まり、巻第一から巻第二十まで計1100首、墨滅歌11首、定家の識語、京極為兼の識語、冷泉為相の識語と続く。真名序はない。定家による若干の勘物、また後人のもとと思しき朱筆による傍書、声譜などの書込が存する。

## 書写年代
伊達本の定家の識語には年記がないため、書写年代は不明。久曾神昇は『明月記』嘉禄三年閏三月十二日の条に見える本がこの伊達本だと推定しているが、片桐洋一はそれを否定し、貞応二年七月本と嘉禄二年四月本の間に書写されたものだという。
久曾神の主張をおおまかに言えば、まず諸本の識語を比較し、嘉禄二年四月本以前が「有職之秘事」で、嘉禎二年七月本以後が「先達之秘説」とある部分が、伊達本では「有職之秘事」となっていることから、その間に書かれたものと推定。また署名が戸部尚書（民部卿の意）なので、民部卿を辞した嘉禄3年10月以前であることは確実。その上で、『明月記』嘉禄三年閏三月十二日の条に見える古今集が当伊達本であるという。
それに対し片桐は、土御門院姫君に奉った嘉禄三年閏三月本が、京極為兼に伝わった伊達本と同じだとは思えず、更にその嘉禄三年閏三月本が延慶両卿訴陳状に見える「定家卿自筆古今者、後鳥羽院中納言局奉納大神宮本」だとするとより同一とは考えにくいと、伊達本嘉禄三年閏三月書写説を否定。
その上で、貞応二年七月本の最善本である為家自筆奥書本と定家自筆の嘉禄二年四月本との本文の比較から、伊達本がその2本の間に書写されたものだと推定した。

## あさか山の歌
本書第4丁裏には、仮名序の古注部分に続けて「あさか山かけさへ見ゆる山の井のあさくは人をおもふものかは」という歌が行間を用いて書込まれているが、この点については永仁二年（1294年）八月四日の年記を持つ京極為兼の識語に詳しい。
もともとこの歌は、同じ定家自筆本である「嘉禄二年四月本（為相相伝本）」にも存在しなかった。文永9年（1272年）、為兼は祖父藤原為家からこの本を用いて古今伝授を受けたが、その際この場所にはあさか山の歌があるべきだと考え、古本である後高倉院本（不詳）を参照した。その本には、為兼の言うようにこの歌が存在したので、感銘を受けた為家は「嘉禄二年四月本」にあさか山の歌を書き加えた。
その22年後の永仁2年（1294年）、為兼は所蔵する伊達本にあさか山の歌を書き加え、件の経緯についての識語を書き、為相が加証識語を記した。

## 伝来と流布
識語から、永仁2年ごろは為兼の所有だと思われる。後に伊達家に伝来し、伊達政宗が徳川家康に献上しようとした所、家康が固く辞退したと伝えられる。永く伊達家に襲蔵されていたが、1938年旧国宝に指定、同年山岸徳平の解説を附した影印本が刊行され広く知られるようになった。現蔵は安藤積産株式会社。
貞応二年七月本（最流布本）や嘉禄二年四月本に比べ、前近代にはあまり流布せず、本書の系統に属する写本は極めて少ない。しかし近代以降は、影印本の出版もあって底本に採用されることが多くなった。
- 久曾神昇 『古今和歌集』 講談社学術文庫、1979年
- 『新編国歌大観 第一巻 勅撰集編』 角川書店、1983年
- 片桐洋一 『古今和歌集』 笠間文庫原文&現代語訳シリーズ、2005年
- 高田祐彦 『新版古今和歌集』 角川文庫、2009年